# Аерокосмічне підприємство

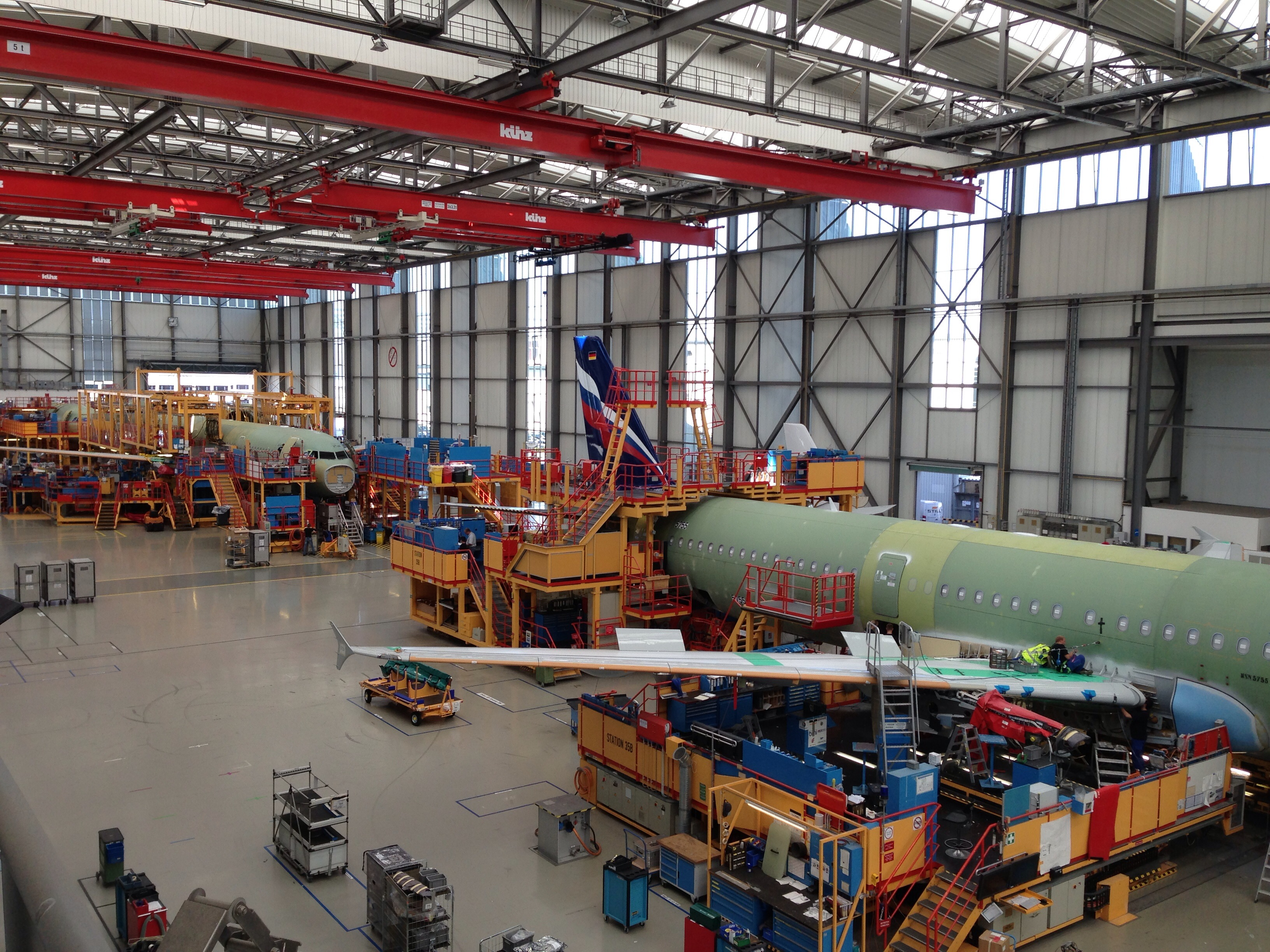
Airbus A321 на лінії остаточного складання 3 на заводі Airbus в аеропорту Гамбург Фінкенвердер

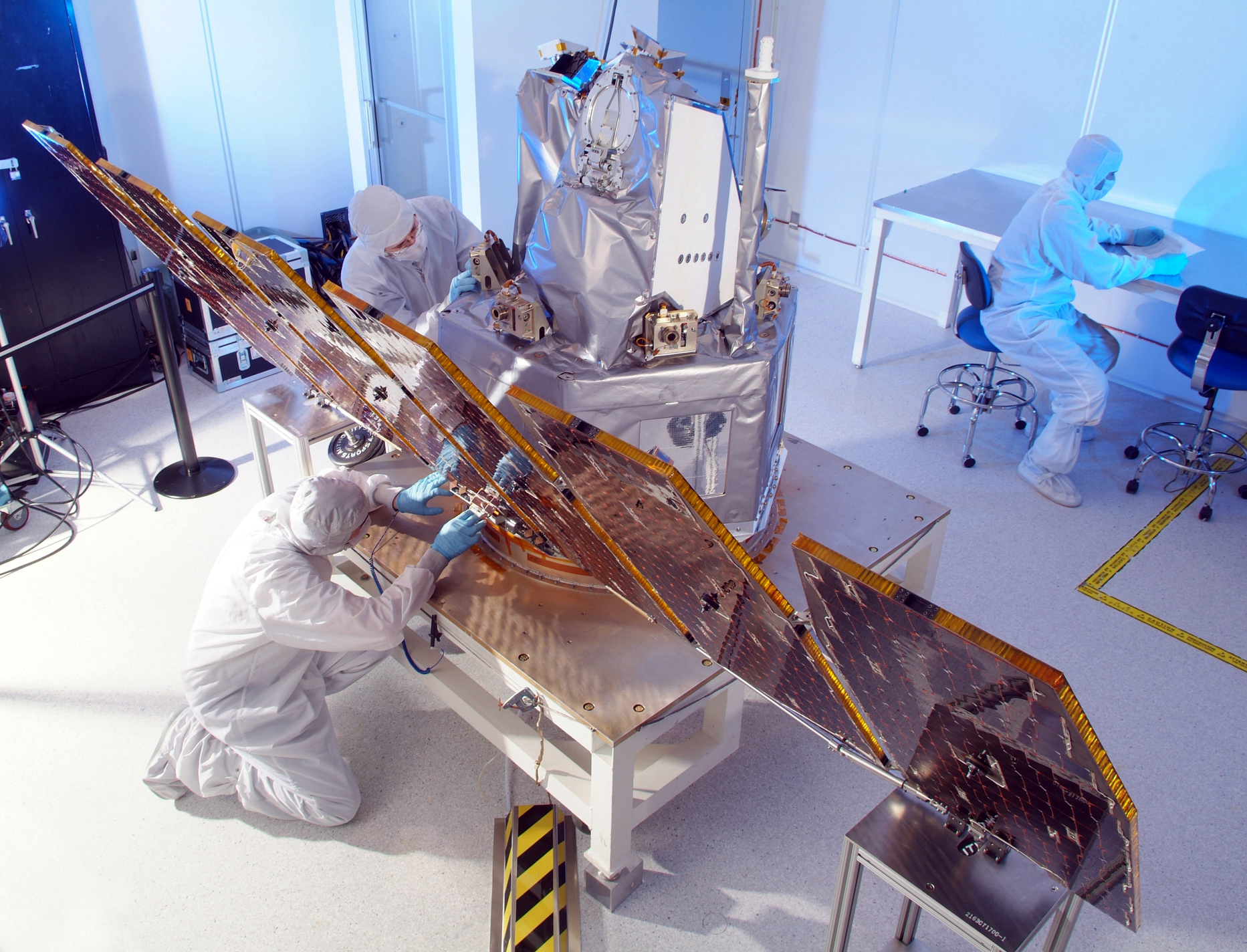
Супутник NASA AIM (Аерономія льоду в мезосфері), зібраний у чистій кімнаті

Аерокосмічне підприємство — це компанія або окрема особа, яка бере участь у різних аспектах проєктування, будівництва, випробувань, продажу та обслуговування літаків, частин літаків, ракет, ракетної зброї або космічних кораблів. Аерокосмічна галузь — це галузь високих технологій.
Авіабудівна промисловість[джерело?] чи Авіаційна промисловість[джерело?] — це галузь, що підтримує авіацію шляхом будівництва літаків і виготовлення деталей для їх обслуговування. Це включає літаки та частини, що використовуються для цивільної та військової авіації. Більшість виробництва здійснюється відповідно до сертифікатів типу та оборонних стандартів, виданих державним органом. Цей термін значною мірою включений у більш широкий термін: «аерокосмічна промисловість».

## Ринок
У 2015 році виробництво літаків становило 180,3 мільярда доларів США: 61% авіалайнерів, 14% ділової та загальної авіації, 12% військових літаків, 10% військових гвинтокрилів і 3% цивільних гвинтокрилів; тоді як їх MRO коштував 135,1 мільярда доларів або 315.4 доларів разом.
У 2017 році світова аерокосмічна галузь коштувала 838 мільярдів доларів: виробники авіаційної техніки та двигунів становили 28% ( 235 мільярдів доларів), цивільне та військове технічне обслуговування та модернізація – 27% ( 226 мільярдів доларів), виробництво авіаційних систем та компонентів – 26% ( 218 мільярдів доларів), супутники та космос 7% ($ 59 мільярдів), ракети та БПЛА 5% ($ 42 мільярди) та інша діяльність, включаючи авіасимулятори, оборонну електроніку, громадські дослідження, становили 7% ($ 59 мільярдів). Країни з найбільшою промисловістю очолювали Сполучені Штати з 408,4 млрд доларів (49 %), за ними йшла Франція з 69 млрд доларів (8.2 %), Китай з 61,2 млрд доларів (7.3 %), Велика Британія з 48,8 млрд доларів (5.8 %), Німеччина з $46,2 млрд ( 5.5 %), Росія з $27,1 млрд (3.2 %), Канада з $24 млрд (2.9 %), Японія з $21 млрд (2.5 %), Іспанія з $14 млрд (1.7 %) та Індія з $11 млрд (1.3 %). Топ-10 країн представляють 731 мільярд доларів або 87.2 % усієї галузі.
У 2018 році вартість нових комерційних літаків оцінюється в 270,4 мільярда доларів, у той час як бізнес-літаки становитимуть 18 мільярдів доларів, а цивільні вертольоти – 4 мільярди доларів.